# Libkovice pod Řípem
Libkovice pod Řípem é uma comuna checa localizada na região de Ústí nad Labem, distrito de Litoměřice.